# Truppenübungsplatz Bruckneudorf
Koordinaten: 47° 59′ 49″ N, 16° 46′ 44″ O
Der Truppenübungsplatz Bruckneudorf ist ein Truppenübungsplatz südlich der Stadt Bruck a.d. Leitha im österreichischen Burgenland, der seinen Namen von der nördlich an den Übungsplatz grenzenden Gemeinde Bruckneudorf, die im Rahmen des Standortbaus gegründet wurde, hat.

## Geschichte
Schon ab 1775 ist die Nutzung der Gegend um Bruck a.d. Leitha durch Truppen der seinerzeit kaiserlichen Armeen belegt. Diese lagen dort zumindest vorübergehend in Garnison.

### Vorgeschichte
Im Jahr 1806 wurde eine permanente Garnison errichtet. Denn die geographische Lage und die gute Anbindung an die Verkehrswege vereinten sich mit einem Gelände, das die Übungen von Infanterie-, Kavallerie- und Pioniertruppen (Sappeurkorps) ermöglichte.
Im Bereich der Parndorfer Heide wurde ab 1857 ein großes militärisches Zeltlager errichtet. Dies erstreckte sich von Rohrau und Pachfurth nach Gols und Zundorf. Regelmäßig wurden verschiedene Regimenter in diesem Lager zusammengeführt und dann folgte eine gemeinsame Ausbildung und auch Manöver. Maximal konnten dabei sogar 14 Regimenter untergebracht werden.
In diesen Jahren wurden die Bauern und anderen Grundherren regelmäßig für die entstandenen Schäden an ihrem Eigentum (Flur- und Jagdschäden) entschädigt. Dieses Vorgehen erreichte wohl in einem Jahr eine Spitzensumme von 140.000 Gulden. Die sehr hohen Ausgaben in diesem Bereich führten dazu, dass die österreichisch-ungarischen Dienststellen entschieden, einen festen Übungsstandort einzurichten.

### Entwicklung des Standorts
Das erste Projekt war eine "Zentrale Militär-Schießstätte" mit zwanzig Schießbahnen, die im Jahr 1863 gebaut wurde. Doch erst drei Jahre später, am 20. April 1866 erteilte der österreichisch-ungarische Kaiser Franz Joseph I. die Genehmigung, ein dauerhaftes Truppenlager zu errichten.

#### Übungsplatz für eine Division
Knapp acht Monate nach der Genehmigung, am 8. Januar 1867, war der nunmehr als "Brucker Lager" bekannte Übungsstandort fertiggestellt und konnte von den ersten Verbänden bezogen werden. Die Unterbringungskapazität reichte für eine österreichisch-ungarische Infanterie-Division in Friedensstärke, also zwei Infanterie-Brigaden mit je sieben Bataillonen und je drei Artillerie-Batterien.
Gleichzeitig entstand südlich von Bruck nun am Rande der Kaserne der Ort Bruckneudorf, angesichts der mit der Stationierung einhergehenden künftigen Einnahmen mit finanzieller Unterstützung der Gemeinde Bruck.

#### Frühe Erweiterungen des Standort
Die erste Erweiterung erfuhr der Übungsstandort mit dem Bau des "Neuen Lagers", das auch zweckorientiert "Kavallerie-Lager" genannt wurde. In diesem konnten ab 1873 weitere 10.000 Mann und auch 2.300 Pferde untergebracht werden.
Im Jahr 1900 wurden weitere dreißig Schießbahnen errichtet, so dass nunmehr die Armeeschießschule auf eine Kapazität von 50 Schießbahnen zurückgreifen konnte.

#### Nutzung vor dem Ersten Weltkrieg
Die Belegung ab 1900 wechselte in einem zwei- bis dreiwöchigen Takt. Es kamen jeweils Truppenkörper in einer Stärke von ca. 7.000 Mann, was auch für das Umland ständige Veränderung bedeutete, aber auch ein nicht unerheblicher Wirtschaftsfaktor war.
Schon ab 1913 wurde die Belegung mehr als verdreifacht, es waren regelmäßig bis zu 26.000 Mann im „Brucker Lager“ untergebracht. Von diesen nahmen dann zwischen 18.000 bis 20.000 Mann an Übungen und Ausbildungskursen teil. Die intensivierte Nutzung führte zur Errichtung des Lagers Kaisersteinbruch, dessen Kantinengebäude (Menage) in der Epoche nicht übliche Jugendstilelemente aufwies.

### Erster Weltkrieg
Nach dem Beginn des Ersten Weltkriegs wurde im Gelände ein Kriegsgefangenenlager errichtet, in dem russische Gefangene untergebracht wurden. Die Baracken des Gefangenenlagers mit einer regulären Kapazität für 3.000 Mann wurden am westlichen Rand des "Neuen Lagers" errichtet. Angesichts der großen Zahl der Verwundeten wurde auf der Sappwiese (Sappeur-Wiese, Übungsplatz der Pioniere) ein sogenanntes Reserve-Spital errichtet.

#### Reservespital Bruck-Kiralyhida
Das Reservespital Bruck-Kiralyhida verfügte über eine Kapazität von bis zu 3.000 Belegungsplätzen, von denen während des Kriegs mindestens 2.000 ständig belegt waren. Ein Labor, zu jener Zeit „bakteriologische Untersuchungsanstalt“ genannt, eine eigene Kläranlage und unvermeidlich auch eine Leichenhalle ergänzten die Räumlichkeiten.

### Erste Nachkriegszeit
Beim Zusammenbruch des Habsburger Kaiserreichs wurde der Standort vom Militär verlassen und in den folgenden Jahren von der Bevölkerung geplündert und teilweise zerstört.
Im Jahr 1922 kehrte das Militär zurück und begann mit einem Wiederaufbau des Standortes. Schon im gleichen Jahr wird wieder ein militärischer Übungsbetrieb eingerichtet. Eine funktionale Trennung erfolgte im Jahr 1923, als das „Platzkommando Truppenübungsplatz Bruckneudorf-Kaisersteinbruch“ und die „Heeresökonomie Königshof“ gegründet wurden. Eine Ausbildungskompanie (Schulkompanie) wurde permanent auf dem Truppenübungsplatz untergebracht.

#### Panzerkaserne
Dem globalen Trend der Jahre folgend, wurde im Jahr 1934 auf dem Truppenübungsplatz ein Panzerwagenbataillon aufgestellt, das Panzerwagen-Bataillon 1 der österreichischen Schnellen Division. Für diesen Verband wurde in den folgenden Jahren eine eigene Panzerkaserne (heute Benedek-Kaserne) gebaut.

### Der Anschluss 1938
Durch den Anschluss Österreichs an das Deutsche Reich im Jahr 1938 wurde der Truppenübungsplatz von der Wehrmacht übernommen. Es folgte eine neuerliche Vergrößerung des Areals auf 130 Quadratkilometer und der Ausbau der vorhandenen Kasernengebäude, so dass letztlich 30.000 Mann am Standort untergebracht werden konnten.

### Zweite Nachkriegszeit
Der Standort wurde nach der deutschen Kapitulation von der Roten Armee übernommen.

### Bundesheer-Standort
Nachdem Österreich seine staatliche Unabhängigkeit durch den Staatsvertrag am 15. Mai 1955 wiedererlangte, wurde auch das Österreichische Bundesheer neu aufgestellt. Das "Truppenübungsplatzkommando Bruckneudorf-Kaisersteinbruch", der Wiederaufbau des zur Nutzung geplanten Immobilienbestands nach der sowjetischen Nutzung dauerte bis Anfang 1957. Die Wiederaufnahme des Übungsbetriebs ging jedoch mit einer deutlichen Verkleinerung des Übungsgeländes einher. Von den großzügigen Flächen, welche die Wehrmacht genutzt hatte, reduzierte sich der Umfang des Truppenübungsplatz auf 41,3 Quadratkilometer. In dieser bis heute aktuellen Größe ist er damit der drittgrößte Truppenübungsplatz des Österreichischen Bundesheeres.

## Standortbeschreibung
Der Truppenübungsplatz Bruckneudorf umfasst heute die Benedek-Kaserne, das "Lager Uchatius" (vormals "Uchatius-Kaserne Kaisersteinbruch) und das Militärhundezentrum Kaisersteinbruch.
Nachdem das Österreichische Bundesheer zu Beginn der 1970er Jahre das Konzept der Raumverteidigung als Verteidigungsstrategie einführte, bezog das Landwehr-Stammregiment 14 die Uchatius-Kaserne.

### Ausbauprojekt 1982–1984
Zwischen den Jahren 1969 und 1978 wurde der denkmalgeschützte Schießstand des Truppenübungsplatz an die neuen waffentechnischen Anforderungen angepasst. Es entstanden zwei neue Schulschießanlagen, drei Schulgefechtsschießanlagen, drei Einzelgefechtsschießanlagen, eine Gruppengefechtsschießanlage, eine Maschinengewehr-Schießanlage und eine Panzer-Scheibenzuganlage.
Anfang der 1980er Jahre sollte das Landwehr-Stammregiment 14 in neue und besser gelegene Gebäude verlegt werden. Im Bereich der ehemaligen Panzerkaserne des "Lager Bruck" wurden entsprechend bereits in den Kasernen Amstetten, Kirchdorf und St.-Michael mit bereits geplanten und gebauten Gebäuden eine "Normkaserne" im Systemtypus "Soldatenstadt" mit zugleich verbessertem Bahnanschluss errichtet.
Es entstanden in dieser Zeit vier Kreuzbauten und ein Wirtschaftsgebäude. Dann wurde der weitere Ausbau des Standortes eingestellt, denn die geopolitische Lage ab 1989 und zuvor sehr beschränkte Mittel des Österreichischen Bundesheeres rechtfertigten den Bau der weiteren Gebäude nicht mehr. Geplant waren ursprünglich zwei weitere kreuzförmige Unterkünfte, ein Kommandogebäude, eine Sporthalle und Werkstätten für die Fahrzeuginstandsetzung und Wartung sowie die für den Fahrzeugpark erforderlichen Garagen.

### Nutzungen nach dem Ausbau
Ab 1990 wurden die neuen Kasernengebäude von Bundesheer-Truppenteilen genutzt, die den österreichischen Grenzschutz unterstützen.
In der Zeit zwischen Dezember 1995 und März 2000 nutzten US-amerikanische Einheiten die neuen Gebäude als Übernachtungsstützpunkt, um in Bosnien stehende US-amerikanische Friedenstruppen mit Nachschub zu versorgen.

### Reform Bundesheer 2010
Die Reform des Bundesheer 2010 sah eine neue Aufgabenstellung für den Standort Bruckneudorf vor. Die Institute der Jäger und Pioniere der Heerestruppenschule sollten nun in Bruckneudorf untergebracht werden. Die entsprechenden zeitgemäßen Gebäude wurden in einem internationalen Architektenwettbewerb von der für die Liegenschaft verantwortlichen Bundesimmobiliengesellschaft ausgeschrieben.
Der österreichische Architekt Franz Bernhart aus Wien gewann die Ausschreibung und das gesamte Projekt wurde letztlich von 2008 bis 2012 realisiert. Es entstanden ein neues Instituts- und ein Lehrsaalgebäude.
In den letzten Jahren wurden auch die Kreuzbauten modernisiert und entsprechend der im Pflichtenheft Kaserne 2010 festgelegten Grundsätze modernisiert.